# Flughafen Tarent-Grottaglie

i7
i11
i13
Der Flughafen Tarent-Grottaglie (ital.: Aeroporto di Taranto-Grottaglie “Marcello Arlotta”, IATA-Code: TAR, ICAO-Code: LIBG) befindet sich in der Region Apulien im Südosten Italiens. Er liegt vier Kilometer südwestlich von Grottaglie in der Provinz Tarent und gilt als Flughafen der 16 km entfernten Hafenstadt Tarent.
Der nach dem Luftschiffer Marcello Arlotta benannte Flughafen gliedert sich in einen zivilen Teil und einen militärischen der italienischen Marineflieger. Die Marina Militare bezeichnet ihn als Stazione Aeromobili Marina Grottaglie (MARISTAER).

## Geschichte
Der Flughafen Grottaglie entstand während des Ersten Weltkriegs als Militärflugplatz. Ab 1916 diente er zur Verteidigung der wichtigen Marinestützpunkte in Tarent und Brindisi, vor allem aber als Stützpunkt für Luftschiffe, die unter anderem zu Angriffen auf Ziele in der Bucht von Kotor eingesetzt wurden. Auch während des Zweiten Weltkriegs diente Grottaglie als Ausgangspunkt für Einsätze auf dem Balkan. Zwischen April und Juni 1943 lag hier die II./Kampfgeschwader 1. In dieser Zeit wurde der Flugplatz von Bombern der Alliierten zerstört. Nach der Besetzung nutzten diese ihn noch einige Zeit und gaben ihn dann an Italien zurück. 1950 begann der Wiederaufbau des Flughafens, der dann Stützpunkt der italienischen Luftwaffe und Marine wurde. Von hier aus setzten sie Flugzeuge der Typen Helldiver, Harpoon und Tracker ein.
Nach einem Umbau in den 1970er Jahren wurde die Marine zum Hauptnutzer. Sie setzte von hier aus bis in die 1990er Jahre nur Hubschrauber ein. Anfang der 1990er aktivierte die Marine zum Betrieb ihrer trägergestützten Harrier II-Kampfflugzeuge die Staffel GRUPAER (Gruppo Aerei Imbarcati). Das Nachfolgemodell F-35B Lightning II soll entgegen ursprünglichen Planungen nicht zusammen mit den F-35B der Aeronautica Militare in Amendola stationiert werden, sondern in Grottaglie.
Die zivile Mitnutzung begann im Jahr 1964 mit Linienflügen der Alitalia und ihrer Tochter ATI nach Rom und Norditalien. 1969 wurden erhebliche Sicherheitsmängel am Flughafen festgestellt und die kommerzielle Nutzung eingestellt. Nach Umbauarbeiten und der Eröffnung einer kleinen Abfertigungshalle konnte der kommerzielle Verkehr dank des Engagements kleinerer Fluggesellschaften 1985 wieder aufgenommen werden. Er entwickelte sich jedoch nur schleppend und musste aus wirtschaftlichen Gründen 2003 aufgegeben werden. Nachdem Alenia Aeronautica mit Boeing einen Zuliefervertrag geschlossen und Grottaglie als Produktionsstandort ausgewählt hatte, erfolgte ein erheblicher Ausbau des Flughafens, der somit neben seiner militärischen auch eine bedeutende wirtschaftliche Rolle in der Region spielt.
Im Jahr 2018 wurde der Flughafen von der Luftfahrtbehörde ENAC als künftiger Startplatz für horizontal startende Raumflüge ausgewählt. Die Firma Virgin Galactic will dort künftig suborbitale Raumflüge für Wissenschaft und Weltraumtourismus durchführen.

## Militärische Nutzung
Der östlich der Start- und Landebahn gelegene militärische Teil dient der italienischen Marine als Marinefliegerstützpunkt, die hier zwei fliegende Verbände stationiert hat.
- Gruppo Aerei Imbarcati (GRUPAER), Trägerstaffel, ausgerüstet mit AV-8B+/TAV-8B Harrier-Kampfflugzeugen
- 4° Gruppo Elicotteri (GRUPELICOT 4), Hubschrauber-Staffel mit AB-212ASW (in der Ausphasung), SH-90A, MH-90A (im Zulauf) und Schiebel Campcopter S-100.

Hinzu kommt eine Hubschrauber-Einheit der Guardia di Finanza.

## Zivile Nutzung

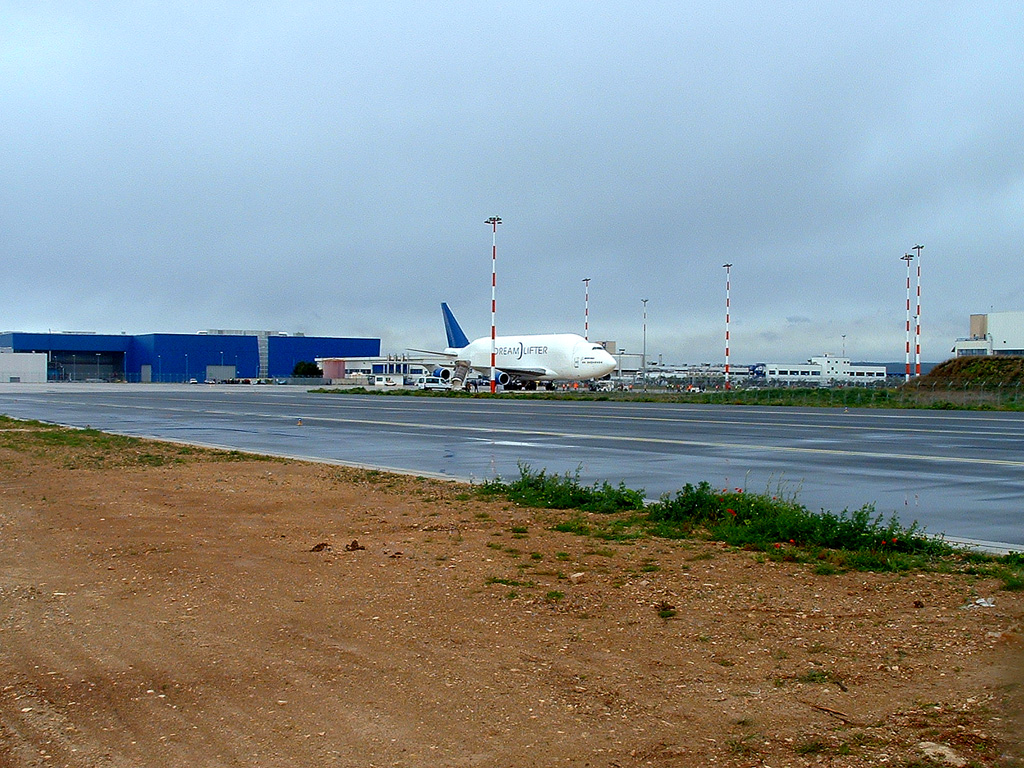
Boeing 747LCF in Grottaglie

Auf dem zivilen Teil befinden sich Produktionsanlagen der Firma Leonardo. Sie stellt hier Teile der Boeing 787 her, die mit besonderen Frachtflugzeugen vom Typ Boeing 747LCF in die USA geflogen werden. Für diese Frachtflugzeuge wurde die Piste des Flughafens vor einiger Zeit auf 3200 Meter verlängert.
Auf dem zivilen Teil befindet sich auch ein kleines Passagierterminal des apulischen Flughafenbetreibers Aeroporti di Puglia S.p.A., der unter anderem auch für die nahen Verkehrsflughäfen von Bari und Brindisi zuständig ist.
Die Nähe dieser beiden Flughäfen bewirkt, dass es in Tarent-Grottaglie aus Rentabilitätsgründen derzeit keinen kommerziellen Flugverkehr gibt. Der Flughafen ist jedoch weiterhin sowohl für den kommerziellen Verkehr, als auch für die Allgemeine Luftfahrt geöffnet.